# Gülbahçe, Kemah
Gülbahçe là một xã thuộc huyện Kemah, tỉnh Erzincan, Thổ Nhĩ Kỳ. Dân số thời điểm năm 2010 là 51 người.